# 荔景

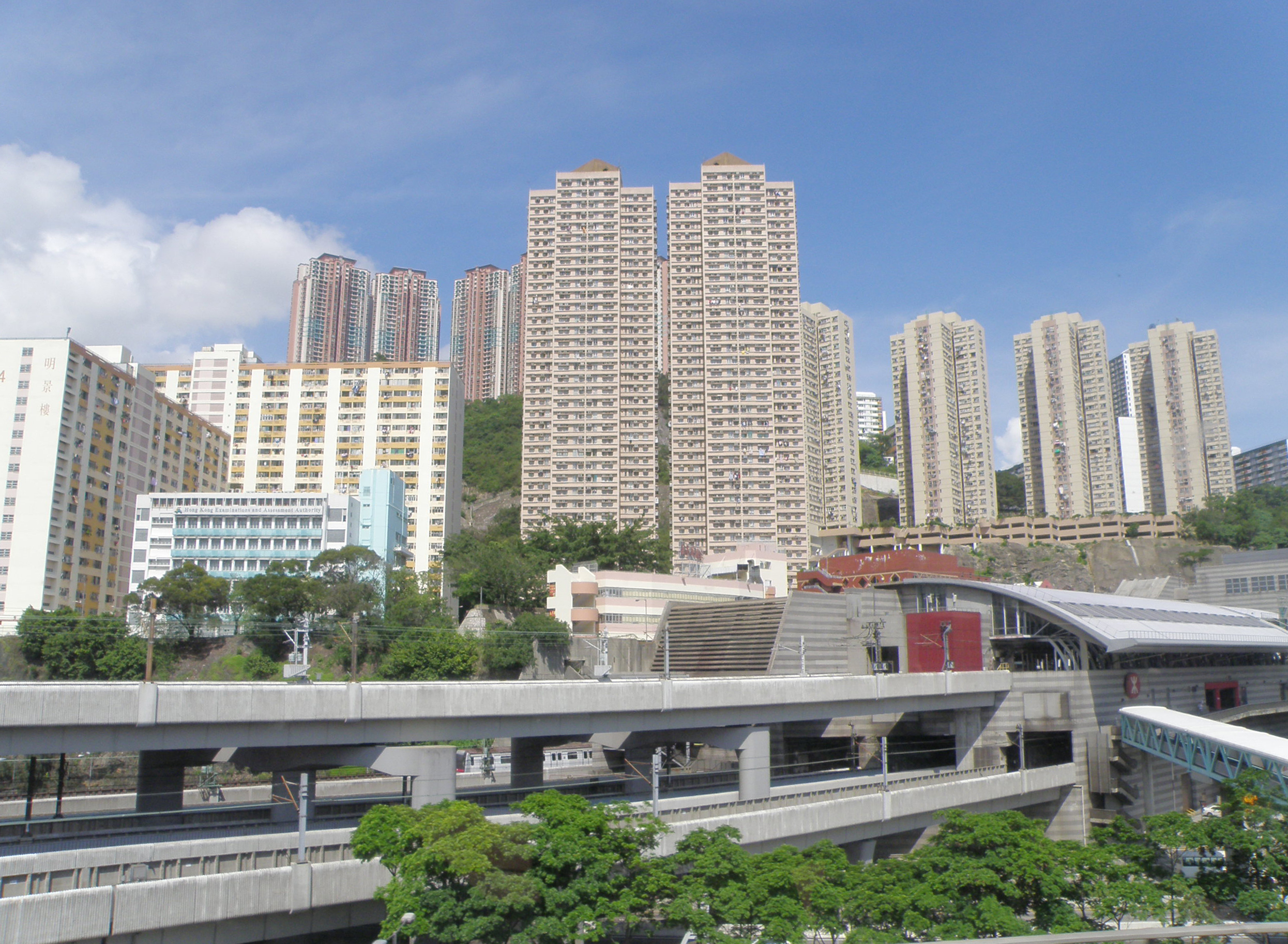
荔景

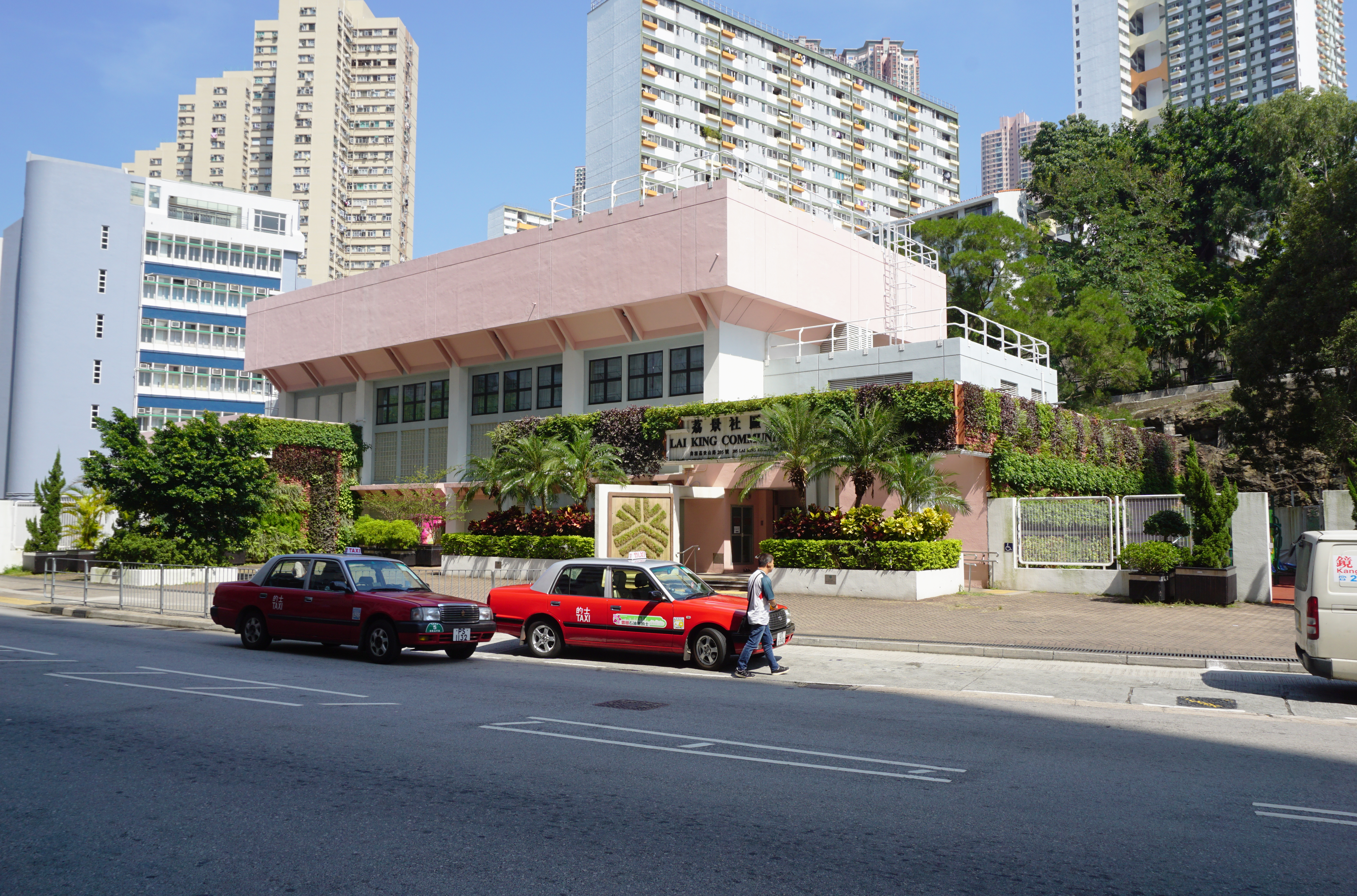
荔景社區會堂，原址為荔景南巴士總站

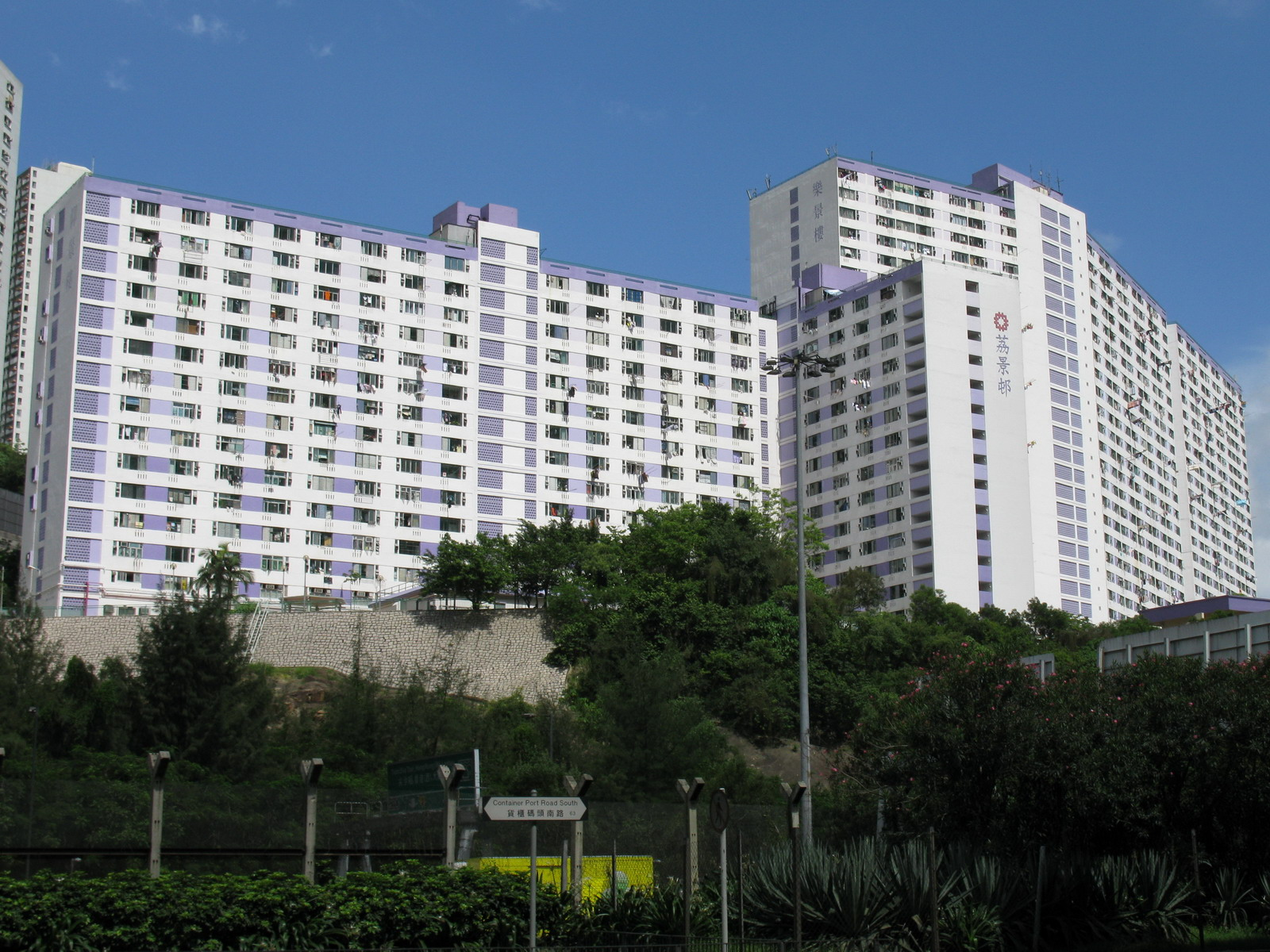
荔景邨南半部的仰景樓、安景樓及樂景樓

荔景，俗稱荔景山（英語：Lai King Hill）或荔枝嶺（英語：Lai Chi Ling），位於香港新界下葵涌醉酒灣與荔枝角灣之間，得名自荔景邨，地區行政上屬於葵青區。「荔景」其實並不是正式地名，但由於港鐵荔景站位處此地，故香港市民逐漸習慣把這裏稱為「荔景」。按照政府官方分區，荔景不是正式地名，範圍實為下葵涌磨石山。

## 地名歷史

1967年《香港集體運輸研究》建議的地鐵路線圖，可見位於荔景一帶的「貨港站」

在荔景尚未開發前，原屬磨石山，在醉酒灣與荔枝角灣之間。1960年代，香港政府發展荃灣新市鎮，其中之一工程是在醉酒灣對出填海興建葵涌貨櫃碼頭，荔枝嶺由此開發，部分對開的山坡土石，用作填充醉酒灣。
1967年港府邀請的英國顧問公司，發表了《香港集體運輸研究》(Hong Kong Mass Transport Study)，建議興建的地鐵路線，在荔景山所設的車站，當時暫定稱作「貨港」站（For Kong）。直到1970年發表的《集體運輸計劃總報告書》（Hong Kong Mass Transit Further Studies），才稱作「麗景」站（Lai King）。

## 地理位置
荔景是分隔新界和九龍的九龍群山最西之處；香港地圖一般都沒有「荔景」這地名，只有「荔景邨」，較相近地名為「葵涌」或「下葵涌」，這是因為荔景並不是一個正式的地名，它原本只是指公共屋邨荔景邨。後來1982年地下鐵路（今港鐵）荃灣綫通車及荔景站啟用，大部份人所指的「荔景」還包括其鄰近地區，例如祖堯邨、麗瑤邨、華景山莊、海峰花園、華員邨、浩景臺、瑪嘉烈醫院等，統稱荔景山區。
荔景鄰近世界繁忙的貨櫃碼頭之一——葵涌貨櫃碼頭，也是多條主要公路幹線的樞紐，往返港九市區、荃灣市區及新界內部，也是九龍往返香港國際機場的其中一條要道，主要道路有葵涌道、青葵公路、青山公路葵涌段等。

## 區域分界爭議
葵青區南面主要以呈祥道為界，一些被人視為九龍的地區，如華荔邨、荔欣苑、荔灣花園、華豐園等位於荔園原址的住宅以及九華徑及鐘山臺一帶，都是全屬於新界葵青區，反而位於上述地區以西的清麗苑（同樣位於呈祥道以北）是屬於九龍深水埗區。
同時由於荔景山區（由麗瑤邨至九華徑），過往未取消地區電話字頭時採用九龍區的 3 字，居民早已根深柢固，在寫地址時常常把荔景、葵芳等寫成九龍荔景、九龍華景山莊、九龍華員邨等；甚至政府機構也如此，例如醫院管理局把豁下瑪嘉烈醫院荔景大樓的地址寫爲「九龍荔崗街10號」。最切實的分辨方法是九龍不可能建有丁屋，但葵青區仍有丁屋。

## 區內屋苑

### 公共屋邨
- 荔景邨
- 麗瑤邨
- 祖堯邨（香港房屋協會屋邨）

### 居者有其屋屋苑
- 悅麗苑
- 翠瑤苑
- 賢麗苑
- 浩景臺（香港房屋協會夾心階層住屋）

### 政府宿舍

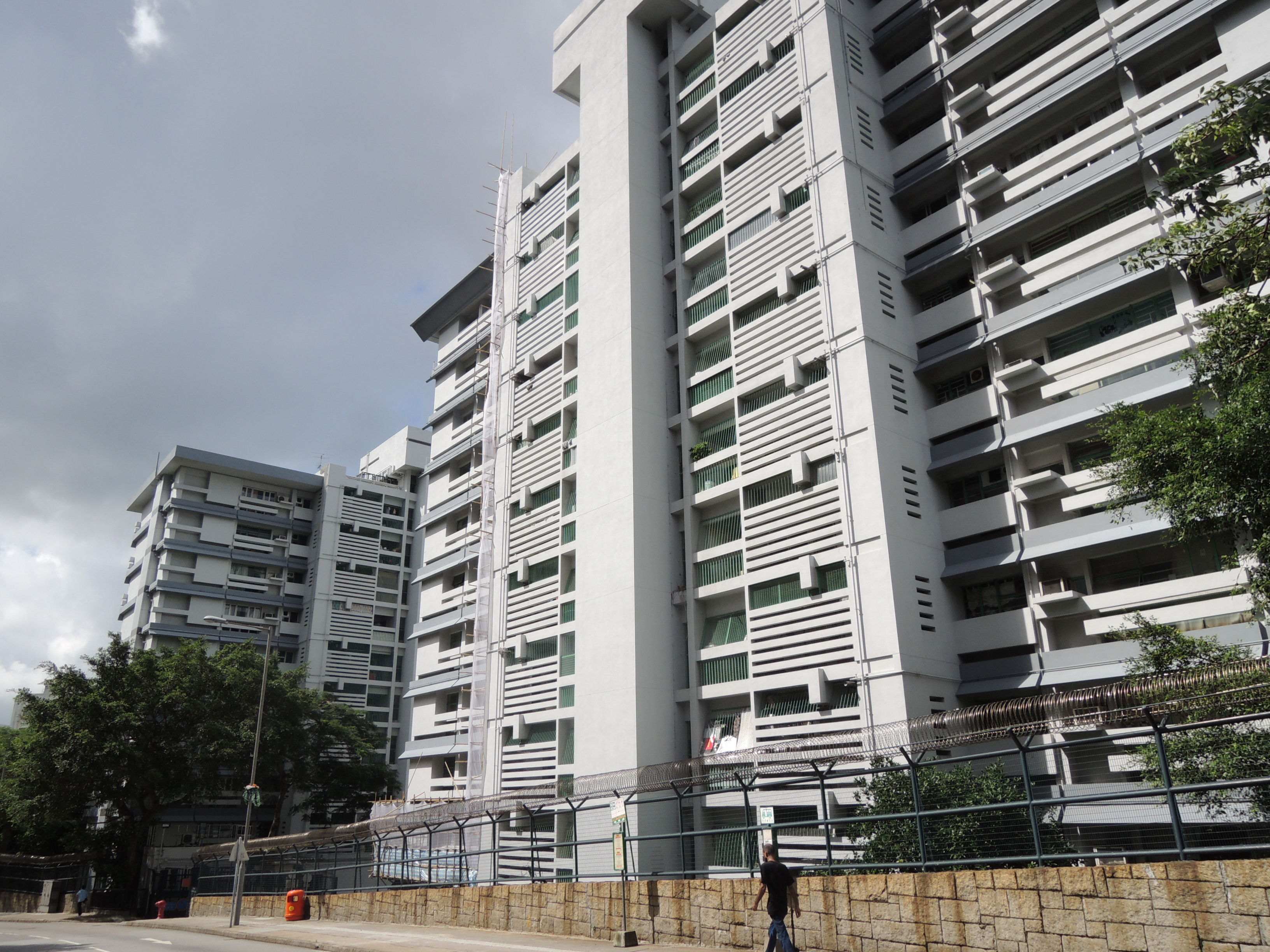
荔景臺，前方道路為荔景山路。

- 荔景臺
- 荔景紀律部隊宿舍

### 私人屋苑
- 華員邨
- 華景山莊

## 交通

### 主要交通幹道
| - 青山公路—葵涌段 - 荔景山路 - 葵涌道 - 青葵公路 | - 三號幹線 - 五號幹線 - 七號幹線 |

## 區議會議席分佈
為方便比較，以下列表以荃灣路葵涌道交界以南、荔景山路沿線南至九華徑、荔灣等附近地區為範圍。
| 年度/範圍                        | 2000-2003 | 2004-2007 | 2008-2011 | 2012-2015 | 2016-2019 | 2020-2023 | 2024-2027  |
| -------------------------------- | --------- | --------- | --------- | --------- | --------- | --------- | ---------- |
| 九華徑及華荔邨範圍               | 華峰選區  | 荔華選區  | 荔華選區  | 荔華選區  | 荔華選區  | 荔華選區  | 葵涌東選區 |
| 華景山莊範圍                     | 華峰選區  | 荔華選區  | 華麗選區  | 華麗選區  | 華麗選區  | 華麗選區  | 葵涌東選區 |
| 華員邨範圍                       | 華峰選區  | 麗瑤選區  | 華麗選區  | 華麗選區  | 華麗選區  | 華麗選區  | 葵涌東選區 |
| 祖堯邨、葵涌醫院及瑪嘉烈醫院範圍 | 祖堯選區  | 祖堯選區  | 祖堯選區  | 祖堯選區  | 祖堯選區  | 祖堯選區  | 葵涌西選區 |
| 荔景邨範圍                       | 荔景選區  | 荔景選區  | 荔景選區  | 荔景選區  | 荔景選區  | 荔景選區  | 葵涌西選區 |
| 麗瑤邨範圍                       | 麗瑤選區  | 麗瑤選區  | 華麗選區  | 華麗選區  | 華麗選區  | 華麗選區  | 葵涌東選區 |

註：以上主要範圍尚有其他細微調整，請參閱有關區議會選舉選區分界地圖。